# Sollevamento pesi ai Giochi della XXX Olimpiade - 62 kg maschile

## Risultati
| Pos. | Atleta             | Gruppo | Peso | Strappo (kg) | Strappo (kg) | Strappo (kg) | Strappo (kg) | Slancio (kg) | Slancio (kg) | Slancio (kg) | Slancio (kg) | Totale |
| Pos. | Atleta             | Gruppo | Peso | 1            | 2            | 3            | Risultato    | 1            | 2            | 3            | Risultato    | Totale |
| ---- | ------------------ | ------ | ---- | ------------ | ------------ | ------------ | ------------ | ------------ | ------------ | ------------ | ------------ | ------ |
|      | Kim Un-guk         | A      |      | 145          | 150          | 153          | 153          | 170          | 174          | 174          | 174          | 327    |
|      | Óscar Figueroa     | A      |      | 137          | 140          | 142          | 140          | 177          | 177          | 177          | 177          | 317    |
|      | Eko Yuli Irawan    | A      |      | 138          | 142          | 145          | 145          | 168          | 168          | 172          | 172          | 317    |
| 4    | Zhang Jie          | A      |      | 140          | 145          | 145          | 140          | 174          | 178          | 178          | 174          | 314    |
| 5    | Hurşit Atak        | A      |      | 130          | 134          | 134          | 130          | 166          | 166          | 172          | 172          | 302    |
| 6    | Umurbek Bazarbayev | A      |      | 135          | 135          | 139          | 135          | 162          | 165          | 167          | 167          | 302    |
| 7    | Muhammad Hasbi     | B      |      | 130          | 135          | 138          | 138          | 163          | 171          | 171          | 163          | 301    |
| 8    | Erol Bilgin        | A      |      | 135          | 139          | 140          | 140          | 165          | 165          | 169          | 165          | 300    |
| 9    | Ahmed Saad         | B      |      | 125          | 130          | 130          | 130          | 158          | 162          | 165          | 162          | 292    |
| 10   | Manuel Minginfel   | B      |      | 122          | 127          | 130          | 127          | 158          | 158          | 158          | 158          | 285    |
| 11   | Julio Salamanca    | B      |      | 110          | 115          | 115          | 110          | 150          | 150          | 155          | 150          | 260    |
| 12   | Tuau Lapua Lapua   | B      |      | 104          | 108          | 111          | 108          | 126          | 131          | 135          | 135          | 243    |
| 13   | Charles Ssekyaaya  | B      |      | 100          | 105          | 108          | 105          | 130          | 135          | 140          | 130          | 235    |
| 14   | Stevick Patris     | B      |      | 100          | 104          | 108          | 104          | 125          | 130          | 132          | 130          | 234    |
| 15   | Ji Hun-Min         | A      |      | 135          | 140          | 142          | 135          | 162          | 165          | 165          | —            | NF     |